# Ligne 8-Diamant
La ligne 8-Diamant comprend le tronçon défini entre les stations Júlio Prestes et Itapevi, avec une extension opérationnelle entre les stations Itapevi et Amador Bueno. Jusqu'en mars 2008, elle s'appelait Ligne B - Gris. Elle est exploitée par ViaMobilidade depuis 2021.

## Histoire

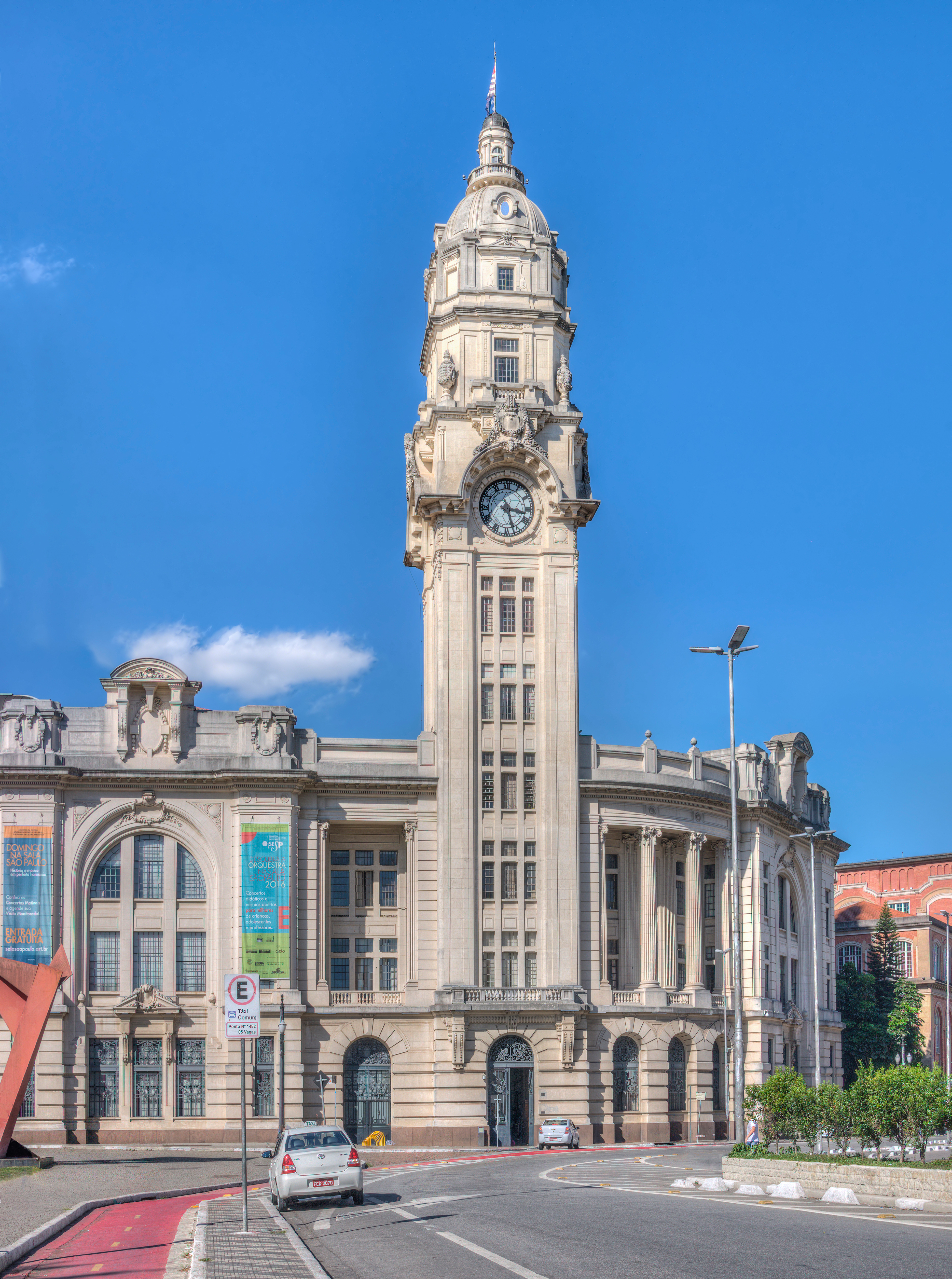
Gare Júlio Prestes, à São Paulo : point zéro de la ligne

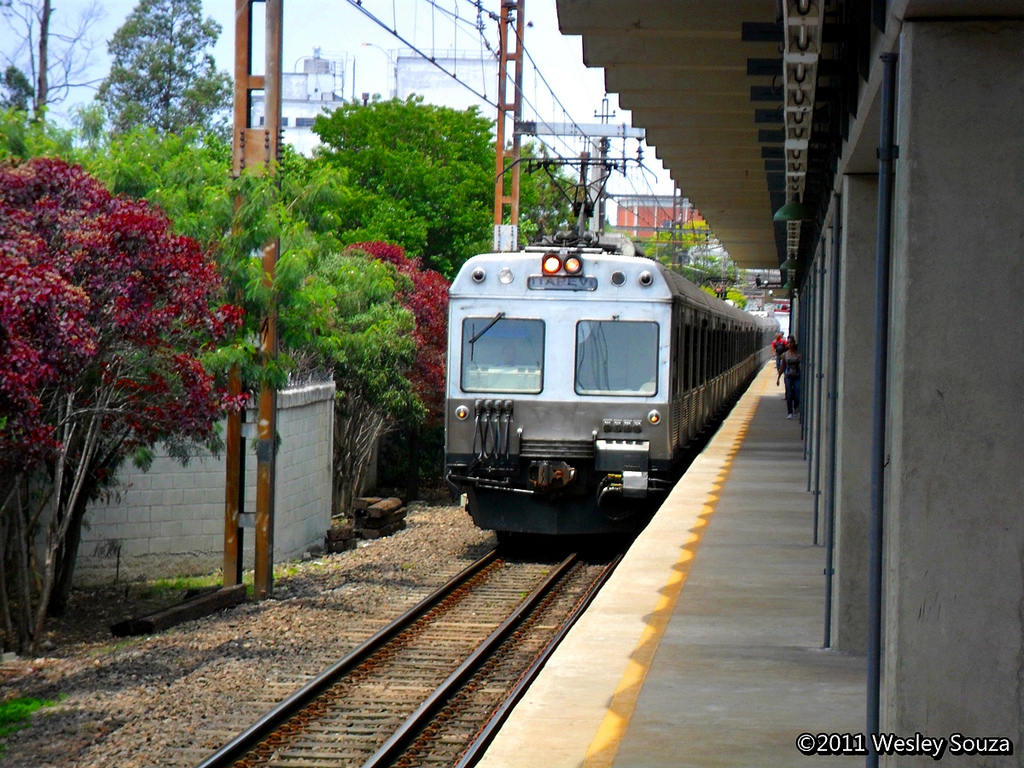
Alignement du rame série 5000 à la gare de Comandante Sampaio, à Osasco.

La ligne 8 a 35,28 kilomètres de longueur de Júlio Prestes à Itapevi et vingt gares, desservant la sous-région ouest de la région métropolitaine de São Paulo, comprenant les municipalités d'Itapevi, Jandira, Barueri, Carapicuíba et Osasco, ainsi que les quartiers à l'ouest de la capitale jusqu'à la gare Júlio Prestes, au centre. En plus d'Itapevi, il existe une extension opérationnelle jusqu'à la gare d'Amador Bueno, avec 6,3 kilomètres. La ligne a été inaugurée en 1875, avec le premier tronçon de l'ancienne ligne principale de la Estrada de Ferro Sorocabana, qui reliait l'actuelle gare Júlio Prestes (à côté de la gare de la Luz, à São Paulo) à Sorocaba. Cette ligne a eu une grande importance historique, principalement pour la naissance des villes qui bordent le chemin de fer, comme Itapevi, Jandira, Mairinque et Osasco.
En 1934, des services de transport suburbain sont officiellement créés, nés « de l'expansion urbaine vécue par des municipalités telles qu'Osasco, Itapevi [et] Carapicuíba », selon une analyse du journal Folha de S.Paulo plus de quarante ans plus tard. La ligne serait électrifiée entre 1944 et 1945, une époque où les services de banlieue atteignaient déjà Amador Bueno. Entre les années 1950 et 1960, la ligne a subi sa première rénovation, ayant été acquis en 1958, les rames Kawasaki-Toshiba (actuel série 4800). Ces trains, cependant, ont subi un dégât « hors du commun » et, sept ans plus tard, le système exigeait déjà une expansion. Alors qu'en 1959 les lignes de banlieue de Sorocabana transportaient environ seize millions de voyageurs, douze ans plus tard, ce nombre a doublé, le système restant pratiquement le même.
En 1971, le chemin de fer a commencé à être géré par la nouvelle entreprise publique Ferrovia Paulista SA (Fepasa), qui à la fin de cette décennie et au début des années 1980 a renommé la ligne comme ligne Ouest, en favorisant une refonte complète de ses services de trains métropolitains, en reconstruisant toutes les gares de la ligne (à l'exception de Júlio Prestes), en élargissant la voie métrique (un mètre) à la voie large (1,60 mètre) entre Júlio Prestes et Itapevi, et en acquérant des rames Francorail-Cobrasma (actuelle série 5000) et réformant des rames Toshiba (standard appelé "Rio Claro"), utilisés dans l'extension entre Itapevi et Amador Bueno. Jusqu'en août 1998, des trains métropolitains desservaient également des gares entre Amador Bueno et Mairinque, traversant toute la municipalité de São Roque, déjà en dehors de la région métropolitaine de São Paulo. En 1996, les services ont été transférés à Companhia Paulista de Trens Metropolitanos (CPTM), qui a unifié les services ferroviaires métropolitains du Grand São Paulo.

## Caractéristiques

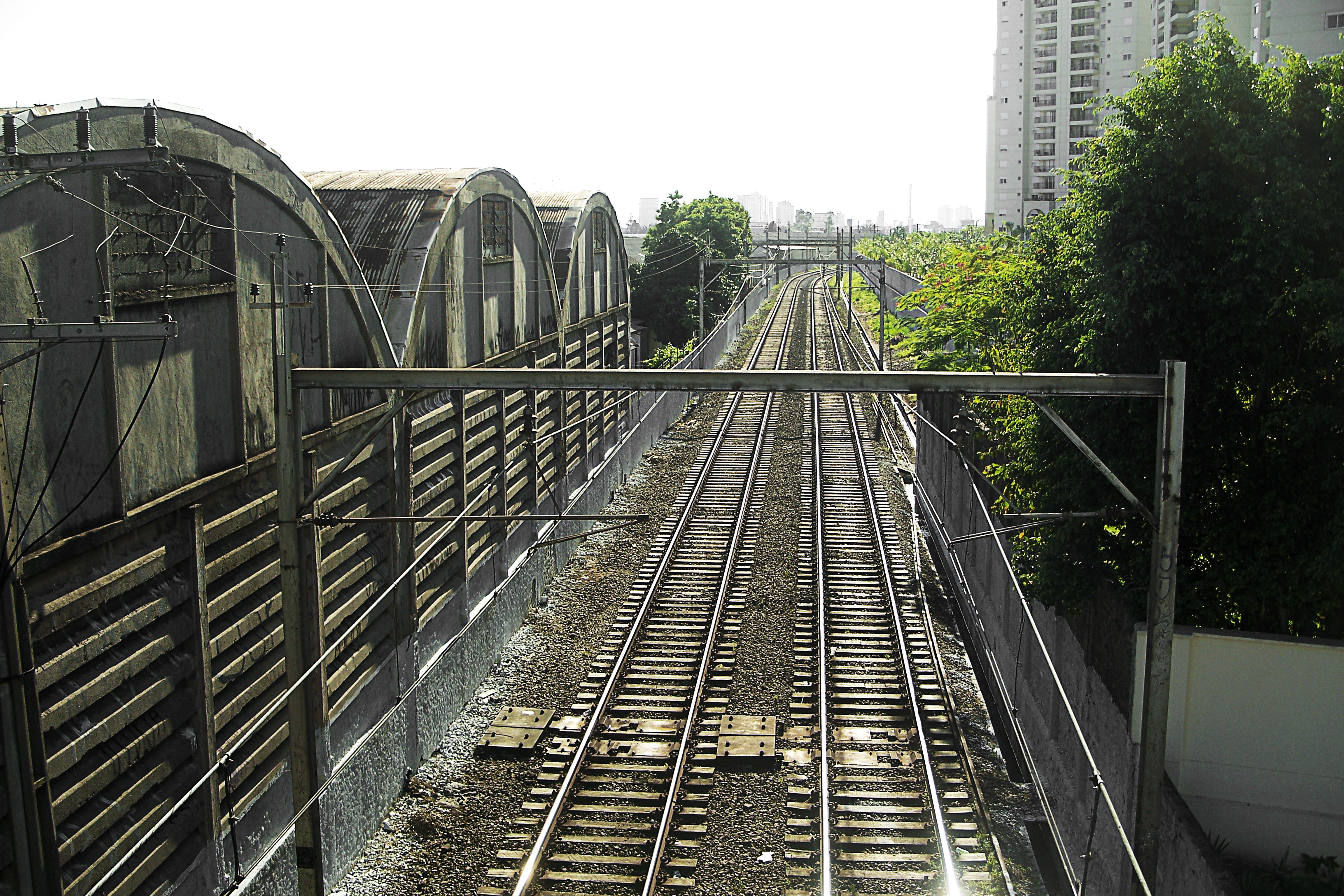
Rails de la ligne 8 de la CPTM dans le quartier d'Água Branca

La ligne 8, dans son articulation avec la ligne 9, est stratégique dans la mise en place d'un bon système de transfert et d'intégration modale. De Lapa à Barra Funda, les lignes 8 et 7 (qui dessert la sous-région nord-ouest de la région métropolitaine) suivent des bandes indépendantes, séparées par une zone occupée dans certaines sections par des bâtiments et des équipements urbains. À ce point, il est proposé de déplacer la ligne 8 vers l'actuelle bande de domaine de la ligne 7, ce qui entraînera l'utilisation, par les deux lignes, d'une seule gare à Lapa et à Água Branca, offrant une meilleure insertion urbaine et libérant des zones pour d'autres investissements.

## Gares
- Júlio Prestes
- Palmeiras-Barra Funda
- Lapa
- Domingos de Moraes
- Imperatriz Leopoldina
- Presidente Altino
- Osasco
- Comandante Sampaio
- Quitaúna
- General Miguel Costa
- Carapicuíba
- Santa Terezinha
- Antônio João
- Barueri
- Jardim Belval
- Jardim Silveira
- Jandira
- Sagrado Coração
- Engenheiro Cardoso
- Itapevi

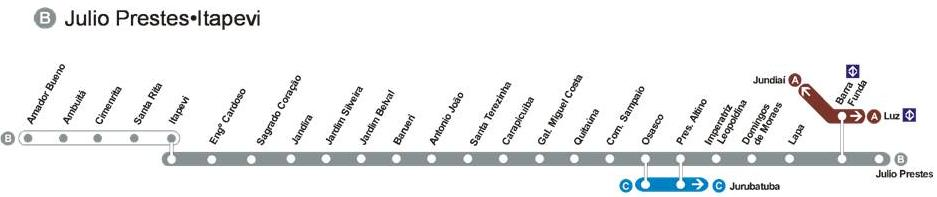
Plan de ligne précédent, utilisé jusqu'en 2008

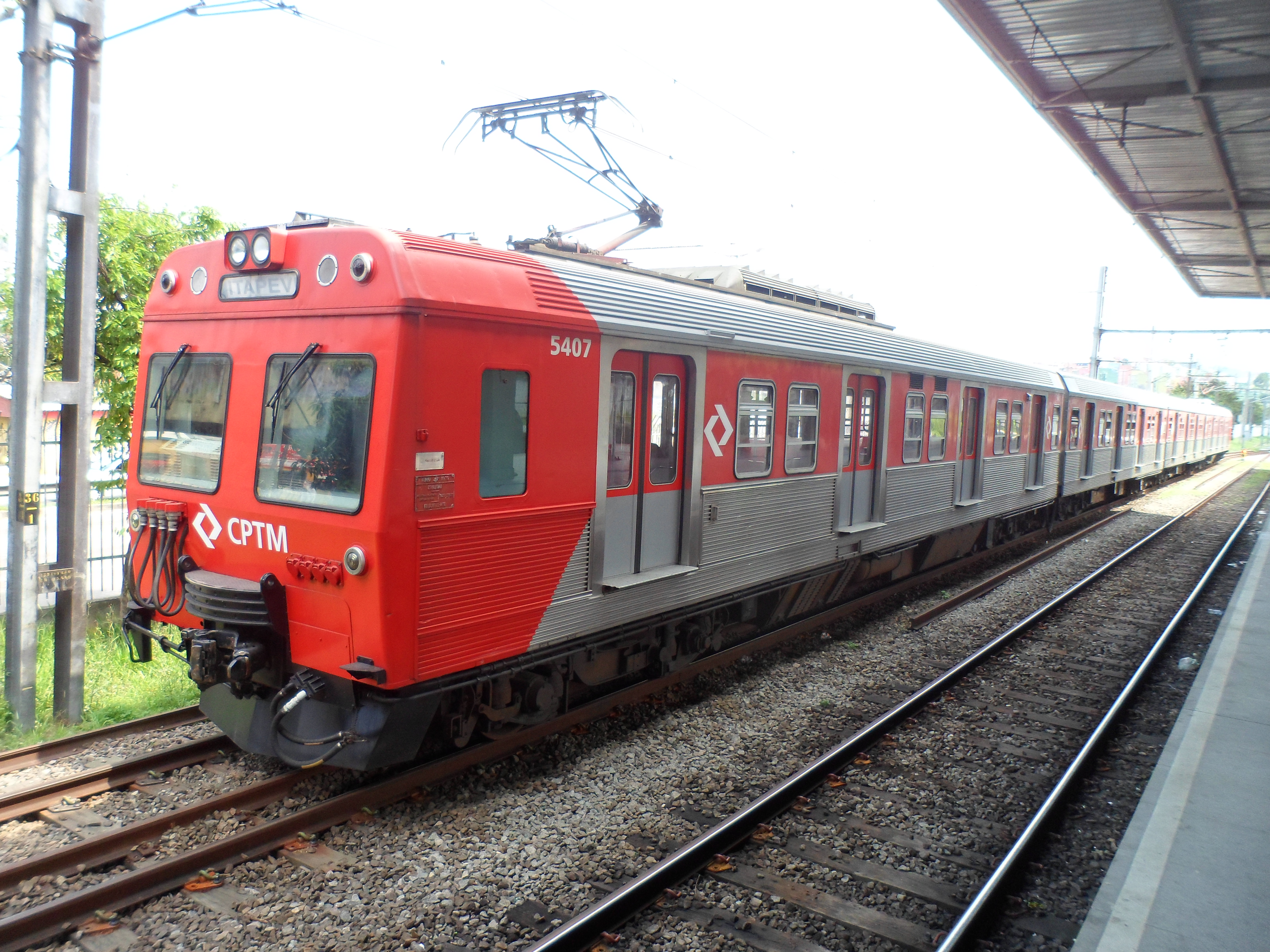
Actuelle série 5400 (extension)

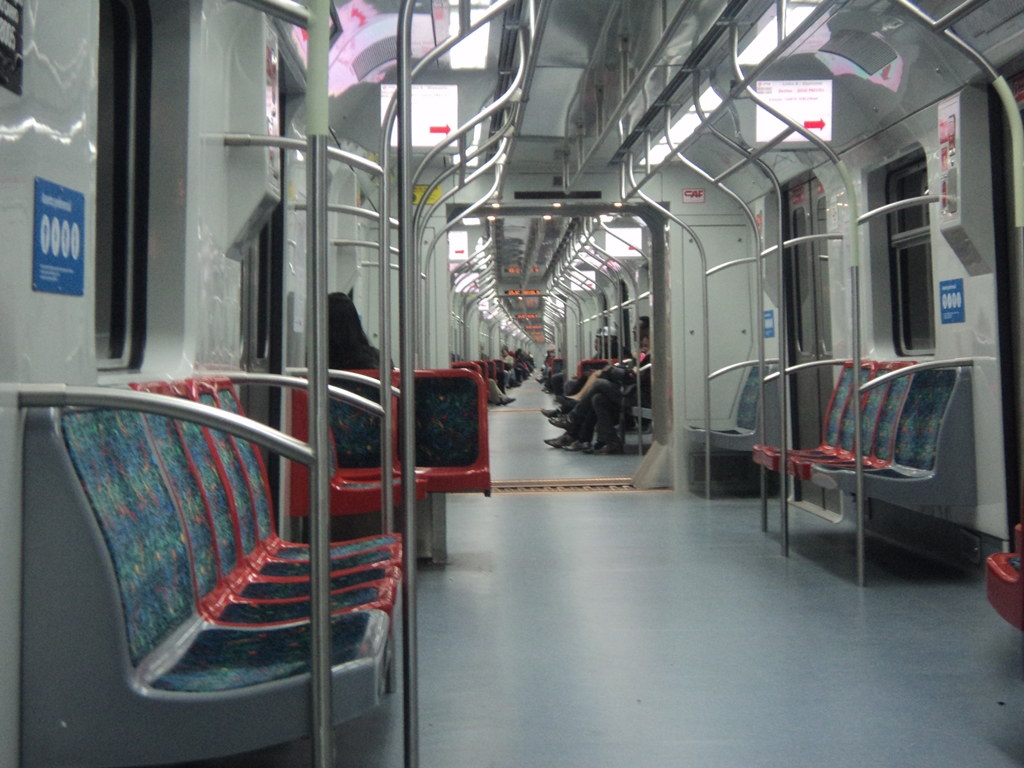
Salon des voyageurs de la série 8000

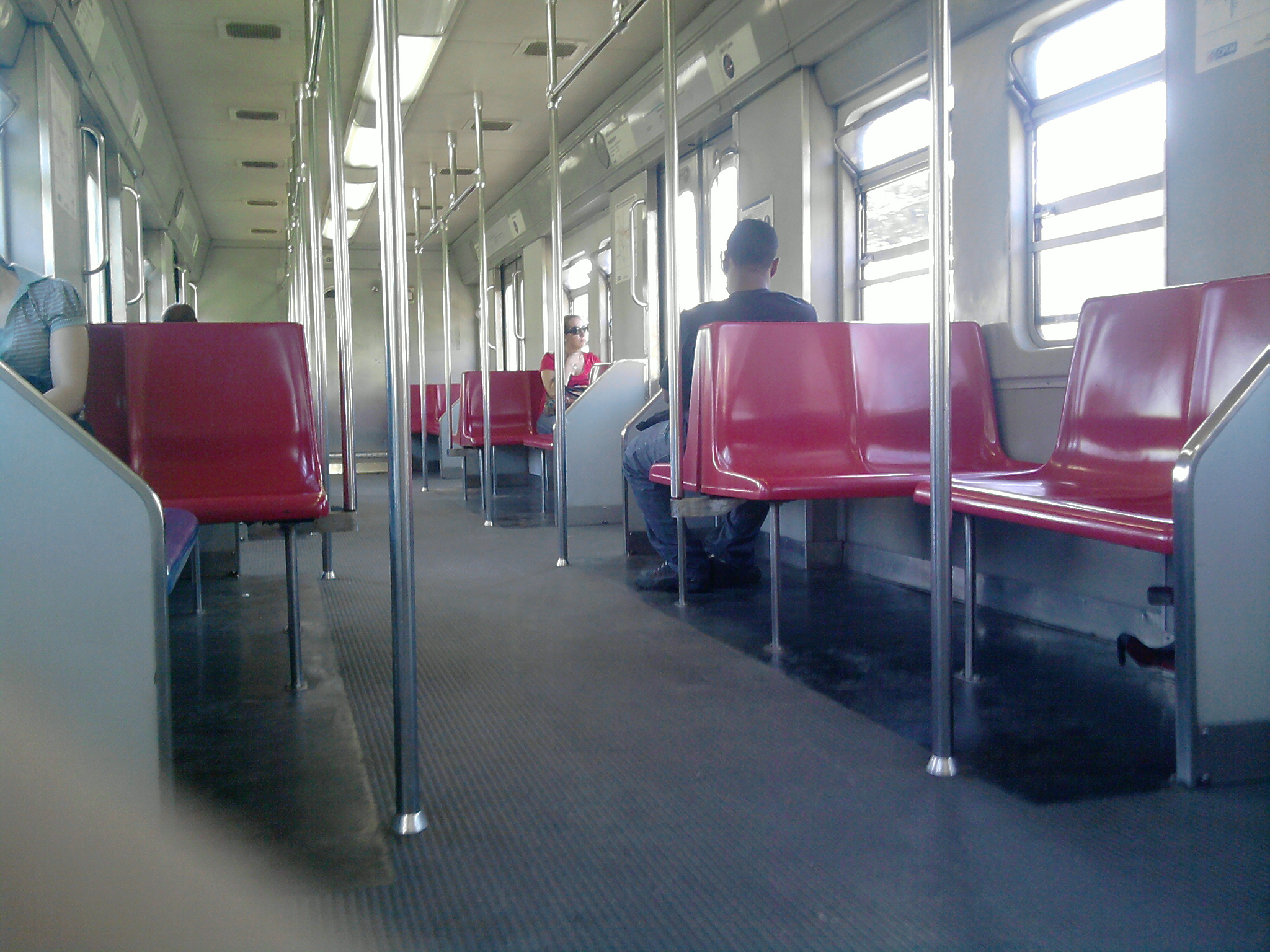
Intérieur d'une composition de la série 5400

Des gares Júlio Prestes et Barra Funda, dans la capitale, à Itapevi, avec une extension opérationnelle jusqu'à Amador Bueno, dans la même municipalité ; elle dessert également Osasco, Carapicuíba, Barueri et Jandira. Santa Rita, Cimenrita, Ambuitá et Amador Bueno étaient considérés comme des «arrêts» et non des «gares», car ils ne disposaient d'aucune infrastructure interne, telle qu'une agence de gare, des guichets et d'autres services. Après la modernisation, Amador Bueno est devenu une "gare", même si elle est fondamentalement la même que Santa Rita, et les deux n'ont pas d'infrastructure interne, comme une agence de gare, des guichets, etc. ; seules les toilettes (Cimenrita et Ambuitá ont été désactivées). L'embarquement à ces arrêts est gratuit et les passagers ne paient le tarif que s'ils effectuent le transfert vers les trains à destination de Júlio Prestes, à Itapevi.

### Extension opérationnelle
La section de l'extension opérationnelle a été désactivée pour le processus de modernisation. Le CPTM est revenu pour assurer le service entre Itapevi et Amador Bueno le 3 avril 2014, commençant l'opération assistée sur le tronçon. Le 23 avril 2014, l'extension a été officiellement prononcée par le gouverneur Geraldo Alckmin. À l'époque, il a été annoncé que les stations de Cimenrita et Ambuitá, aujourd'hui démolies, seraient reconstruites. Dans cette extension, les rames automotrices de la série 5000 (série 5400 actuelle) sont composées de quatre voitures (deux motrices et deux remorques) qui ont connu leur première rénovation en 1999 et la seconde entre 2013 et 2014, pour être utilisées dans ce tronçon. Dans le projet initial, la série TUE 4400 devait être utilisée sur ce tronçon.

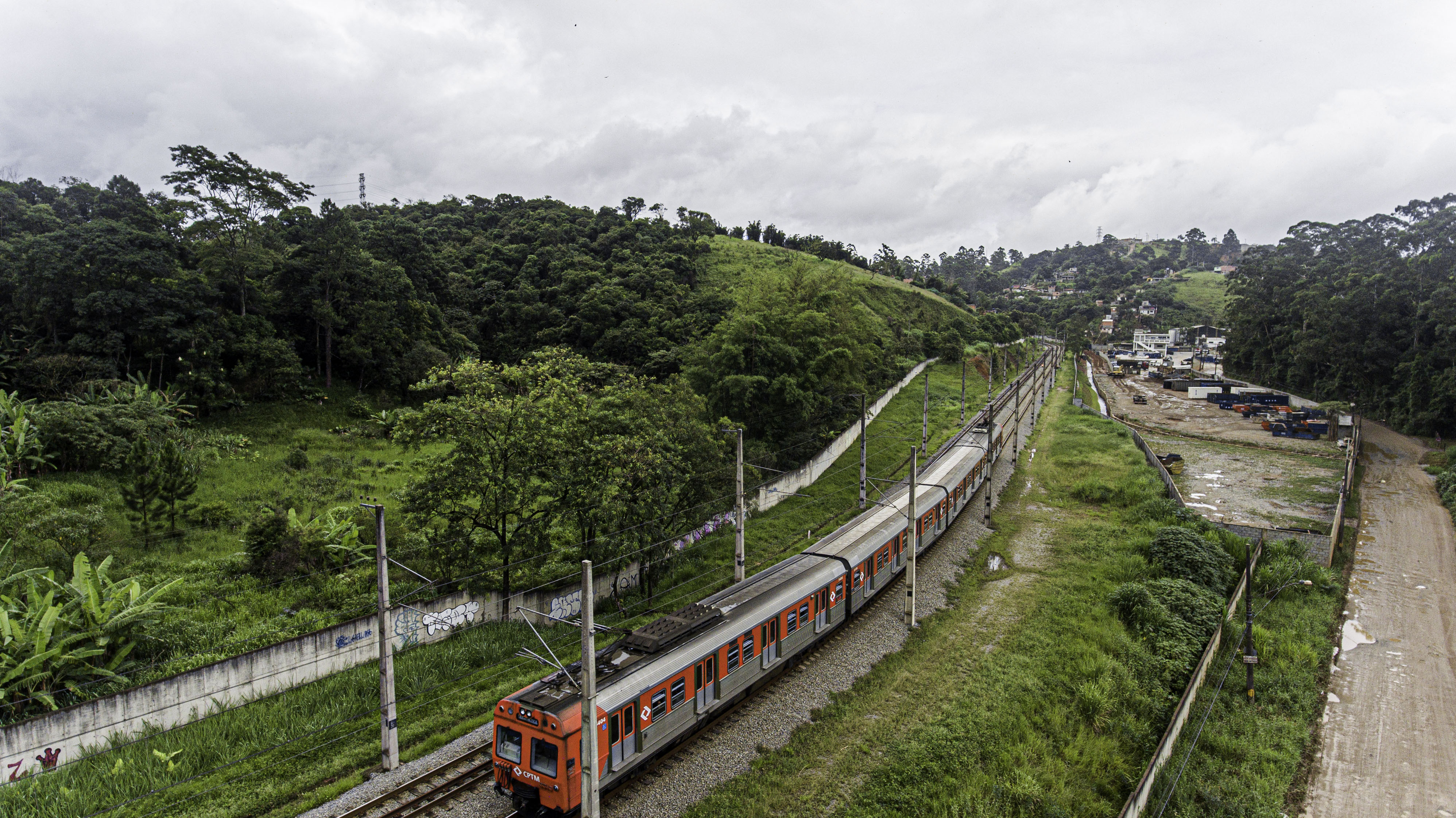
Train de la série 5400 parcourant l'extension opérationnelle entre Amador Bueno et Santa Rita, au moment de la disparition de la Parada Cimenrita, 2020.

- Santa Rita
- Cimenrita
- Ambuitá
- Amador Bueno

### Section Amador Bueno - Mairinque

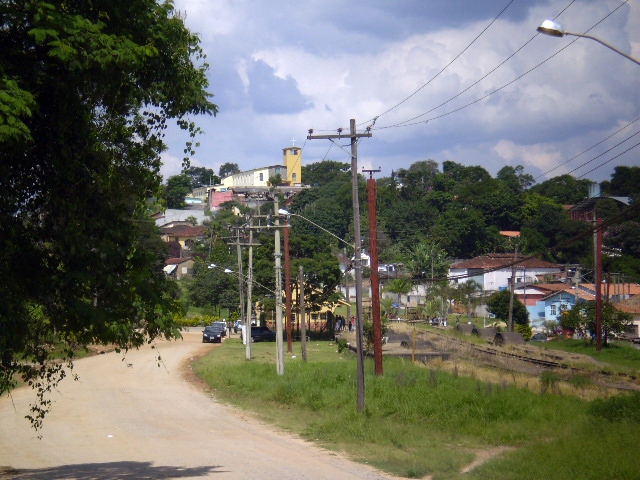
Avec l'abandon de la section par le CPTM, le réseau électrique a été pillé. Vue de la voie ferrée près de la gare de São João Novo.

Depuis la création des trains de banlieue à la fin des années 1920, leurs services relient São Paulo à la ville de Mairinque. Avec la création de Fepasa en 1971, la section suburbaine a été transférée à l'Unité régionale des banlieues. Cette unité régionale a été agrandie dans les années 1970 et transformée en Division régionale métropolitaine (DRM).
Dans les années 1980, le service a subi quelques rénovations, avec l'introduction des trains Toshiba remis à neuf à Rio Claro et la construction ou la rénovation des arrêts existants entre Mairinque et Amador Bueno, équipés uniquement d'abris et de «bosses» pour faciliter l'embarquement des passagers. Le service était officiellement connu sous le nom de "Train de Mairinque" et surnommé "Mairinquinho". En 1987, la municipalité de São Roque a même envisagé un accord avec Fepasa pour l'intégration des trains avec le réseau de bus de l'entreprise publique SanTC (São-Roquense de Transportes Coletivos) de l'époque, mais la proposition n'a pas abouti.
En 1996, DRM a été incorporé dans CPTM, y compris le tronçon entre Amador Bueno et Mairinque, qui finirait par ne pas être inclus dans le processus de concession du réseau de São Paulo de RFFSA (remporté par Ferroban, actuelle Rumo Logística). Après trois ans d'exploitation, le tronçon a été désactivé, bien que sa concession appartienne toujours au CPTM,,.
- Parada 46
- São João Novo
- Parada 50
- Mailasqui
- Cinzano
- Gabriel Piza
- Vila Amaral
- São Roque
- Marmeleiro
- Mairinque

## Projets
Le CPTM a tenu une audition publique en juillet 2013 pour présenter le projet qui reliera Sorocaba et São Paulo par les trains CPTM. À Sorocaba, il y aura deux gares : une dans la région centrale et une autre dans le quartier de Brigadeiro Tobias. L'investissement dans la ligne Sorocaba-São Paulo sera de 4,3 milliards de reais. Le début des travaux était prévu pour 2015, l'achèvement prévu pour 2020, mais en 2019, il n'avait pas encore quitté le papier.
Il prévoit également une future connexion avec une nouvelle extension de la ligne 8 vers Alphaville. L'arrivée des trains dans le quartier avait été envisagée depuis l'administration de José Serra dans le gouvernement de l'Etat, mais il n'a jamais quitté la phase d'étude.